# Pierre Chopelet
Pierre Chopelet fou un cantant i ballarí francès.
Debutà com a ballarí en l'Òpera de París, en temps de Lully, és a dir, vers el 1680; i mercès sens dubte als consells d'aquell gran artista, abandonà el ball pel cant, en veure les grans facultats vocals que posseïa.
Començà com a suplent de Dumeny i, després de retirar-se de l'escena, el substituí en els seus papers, creant, a més, molts d'altres de gran importància, com el Telemon, de la Hesione (1700) de Campra, i el Dardanus de Rameau, a Scylla (1701); aconseguí gran èxit al cantar el Phaéton del seu mestre i amic Lully el 1702.
Es retirà de l'escena vers el 1713, i morí paralític poc temps després.